# StEG 26
Die Dampflokomotivreihe StEG 26 war eine Schnellzug-Schlepptenderlokomotivreihe der Staats-Eisenbahn-Gesellschaft (StEG), einer privaten Eisenbahngesellschaft Österreich-Ungarns.
Da sich die Drei-Zylinder-Verbundlokomotiven StEG-Reihe Ie (später StEG 25, kkStB 506) nicht bewährten, baute die StEG weiterhin 2B-Nassdampf-Zwillingmaschinen.
Allerdings erhielten die Lokomotiven einen leistungsfähigeren Kessel als die vergleichbaren kkStB-Reihen (6 und 106).
Insgesamt wurden 16 Stück dieser als Reihe 26 bezeichneten Lokomotiven von der StEG-eigenen Fabrik geliefert.
Nach der Verstaatlichung der StEG 1909 bekamen die 16 Maschinen bei den k.k. österreichischen Staatsbahnen (kkStB) die Bezeichnung 406.01–16.
Nach dem Ersten Weltkrieg kamen davon noch 14 Stück als Reihe 264.2 zur ČSD, die sie bis 1938 ausmusterte.
Zwei Loks dieser Reihe kamen allerdings nach dem Zweiten Weltkrieg als Reihe 227 zur MÁV.